# Chlorococcum choloepodis
Espèce
Chlorococcum choloepodis est une espèce d'algues vertes de la famille des Chlorococcaceae. 
Elle vit, avec une espèce d'algues vertes (Dictyococcus bradypodis) et une espèce d'algues rouges (Rufusia pilicola), de façon commensale sur les poils du paresseux Bradypus variegatus. Ces algues donnent sa couleur à la fourrure de l'animal et lui permettent de se camoufler dans les feuillages. 